# Ein neues Paradies
Ein neues Paradies von Hans Dominik ist eine technisch-wissenschaftliche Zukunftsgeschichte. Sie erschien 1910 in der jährlich erscheinenden Buchreihe "Das Neue Universum" (Band 31) sowie 1977 im Heyne Verlag in der als Taschenbuch Nr. 3562 erschienenen Sammlung von Kurzgeschichten von Hans Dominik.

## Inhalt
In dieser belehrenden Kurzgeschichte schildert Hans Dominik die Nutzung der Energiequellen durch den Menschen, angefangen beim Feuer bei den ersten menschlichen Jägergruppen über die Nutzung der fossilen Brennstoffe seit der Zeit der Industrialisierung bis hin zur damals noch bevorstehenden Nutzung der Kernenergie. Dabei prangert er den Raubbau an der Natur an.

## Zur Kurzgeschichte
Hans Dominik beginnt mit einer kleinen Truppe von Sammlern und Jägern, die sich zwar große Tiere als Jagdbeute erlegen können, deren Fleisch aber noch roh verzehren müssen. Nur ein weiser alter Mann erinnert sich daran, wie gut das gebratene Fleisch nach einem Waldbrand schmeckte, und überlegt sich, wie er den Seinen das Feuer verschaffen könnte.
Der Autor spinnt seinen Faden weiter: "Aus Tertiär und Diluvium kam die Menschheit in die geschichtliche Zeit. Von Pyramiden und indischen Tempeln schritt sie zu griechischen Säulenbauten und zu gotischen Domen. Durch das Mittelalter kam sie in die neue Zeit, und das Jahrhundert der angewandten Naturwissenschaften, der Technik, leuchtete auf. Die Dampfmaschine nahm der Menschheit die grobe Arbeit ab." Er versäumt aber nicht, auch auf die Konsequenzen der Nutzung fossiler Brennstoffe hinzuweisen: "Aber man treibt ja Raubbau. Man reißt die Schätze aus dem Boden, die eine frühere Sonne in Jahrtausenden schuf, um sie in Jahrzehnten zu verbrauchen. Immer wieder und immer häufiger taucht die bange Frage auf: Was wird das Ende solcher Wirtschaft sein?" 
Als Ausweg bietet sich Hans Dominik die Nutzung der Kernenergie an. Im gleichen Band des Neuen Universums wird ausführlich auf das Radium und seinen Zerfall eingegangen und dabei wird ausdrücklich erwähnt, dass hierbei viel  größere Energiemengen freigesetzt werden als bei der Verbrennung von Kohle. Hans Dominik erzählt nun von der Entdeckung der Radioaktivität und vermittelt dem Leser alle wichtigen Erkenntnisse über die Radioaktivität, die damals  bekannt waren.
Erst jetzt wird die Kurzgeschichte zur Fiktion, wenn in einem Physikkolleg Mitte des zwanzigsten Jahrhunderts der Professor bekannt gibt, es sei ihm durch Anwendung riesiger Spannungen gelungen, Kupfer zu einem radioaktiven Zerfall zu veranlassen und damit die Energieversorgung umzukrempeln. Im Jahre 2050 schafft es die strahlende Materie schließlich, einen unbemannten Flugkörper ins Weltall zu heben und wieder weich auf der Erde landen zu lassen.
Hans Dominik schließt mit einem Vortrag im Jahre 2810, in dem auch wieder nachdenkliche Töne anklingen: "Was jener alte Forscher vorausgesehen hat, das ist wörtlich eingetroffen. Heute sitzen wir wieder im Garten Eden. [...] Hüten wir uns aber, daß nicht ein neuer Sündenfall in Unwissenheit und Unkenntnis uns der Herrschaft über die Welt beraubt, [...]"       